# 가토 다이시
가토 다이시(일본어: 加藤 大志, 1983년 7월 26일 ~ )는 일본의 전 축구 선수이다.

## 구단 경력
과거 쇼난 벨마레, 교토 상가 FC, 요코하마 FC에서 활동하였다.